# جیمز تراورز
جیمز تراورز (انگلیسی: James Travers; ۶ اکتبر ۱۸۲۰ – ۱ آوریل ۱۸۸۴) فرد نظامی اهل جمهوری ایرلند بود. وی همچنین برندهٔ جوایزی همچون صلیب ویکتوریا شده‌است.